# چارلز بیرشتات
چارلز بیرشتات (انگلیسی: Charles Bierstadt; ۱ ژانویهٔ ۱۸۱۹ – ۱ ژانویهٔ ۱۹۰۳) یک عکاس آمریکایی بود که در نماهای برجسته‌بینی تخصص داشت.

## زندگی‌نامه
در ۲۸ نوامبر ۱۸۱۹ در زولینگن، پروس به دنیا آمد. او پسر ، پسر هنری بیرشتات و برادر بزرگتر نقاش منظره آلبرت بیرشتات بود. او در مدارس ملی شهر زادگاهش و نیوبدفورد، ماساچوست که والدینش در سال ۱۸۳۱ از آنجا نقل مکان کردند، تحصیل کرد. او در مدارس ملی شهر زادگاهش و نیوبدفورد، ماساچوست تحصیل کرد. در سال ۱۸۵۶، او و برادر کوچکتر دیگرش، ادوارد بیرشتات، آزمایش‌ها و آزمایش‌های متعددی انجام دادند که موفقیت‌آمیز بود، و بعد از آن به عکاسی را به عنوان حرفه اصلی خود انتخاب کردند. در سال ۱۸۶۳، بیرشتات کسب و کار خود را به نیاگارا فالز، نیویورک منتقل کرد و در آنجا با موفقیت زیادی ادامه داد و در آنجا بسیاری از آثارش به نمایش گذاشته می‌شد. در سال ۱۸۷۰ او از کالیفرنیا دیدن کرد و از یوسمیتی عکس گرفت. در سال ۱۸۷۳، او به مدت پنج ماه به اروپا، فلسطین، مصر و طرابلس سفر کرد تا عکس‌های منتشر شده در سال بعد را بگیرد. در حالی که در اروپا بود، در نمایشگاه جهانی وین در سال ۱۸۷۳ برای نمایش استریو از نیاگارا فالز برنده بالاترین جایزه شد.
بیرشتات در سال ۱۹۰۳ در نیاگارا فالز درگذشت.

## نگارخانه

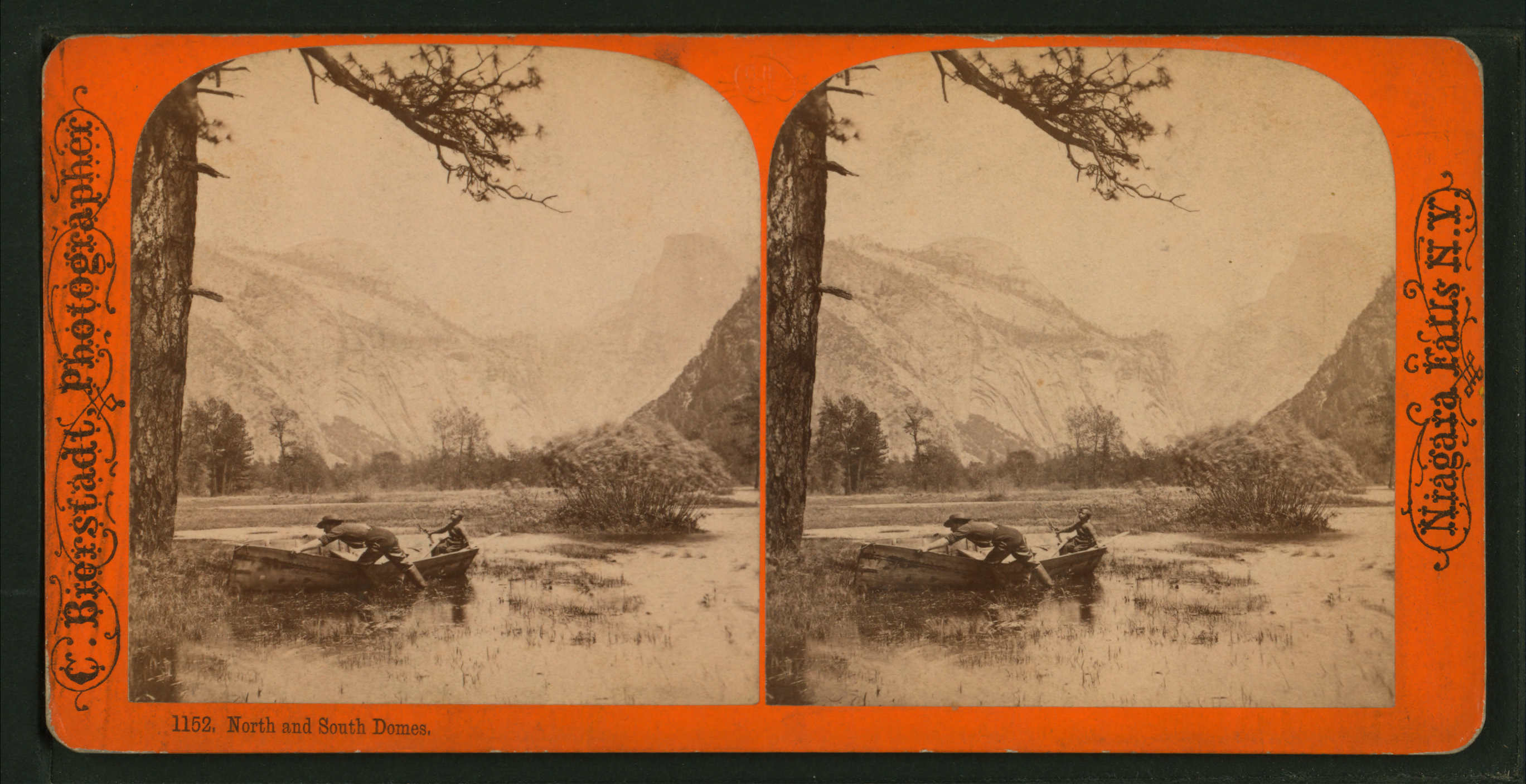
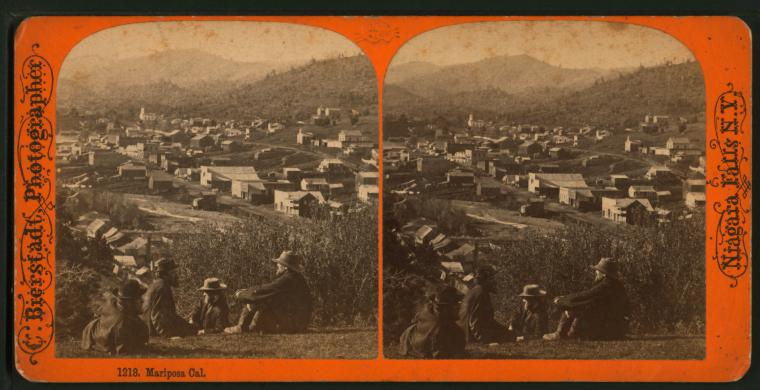
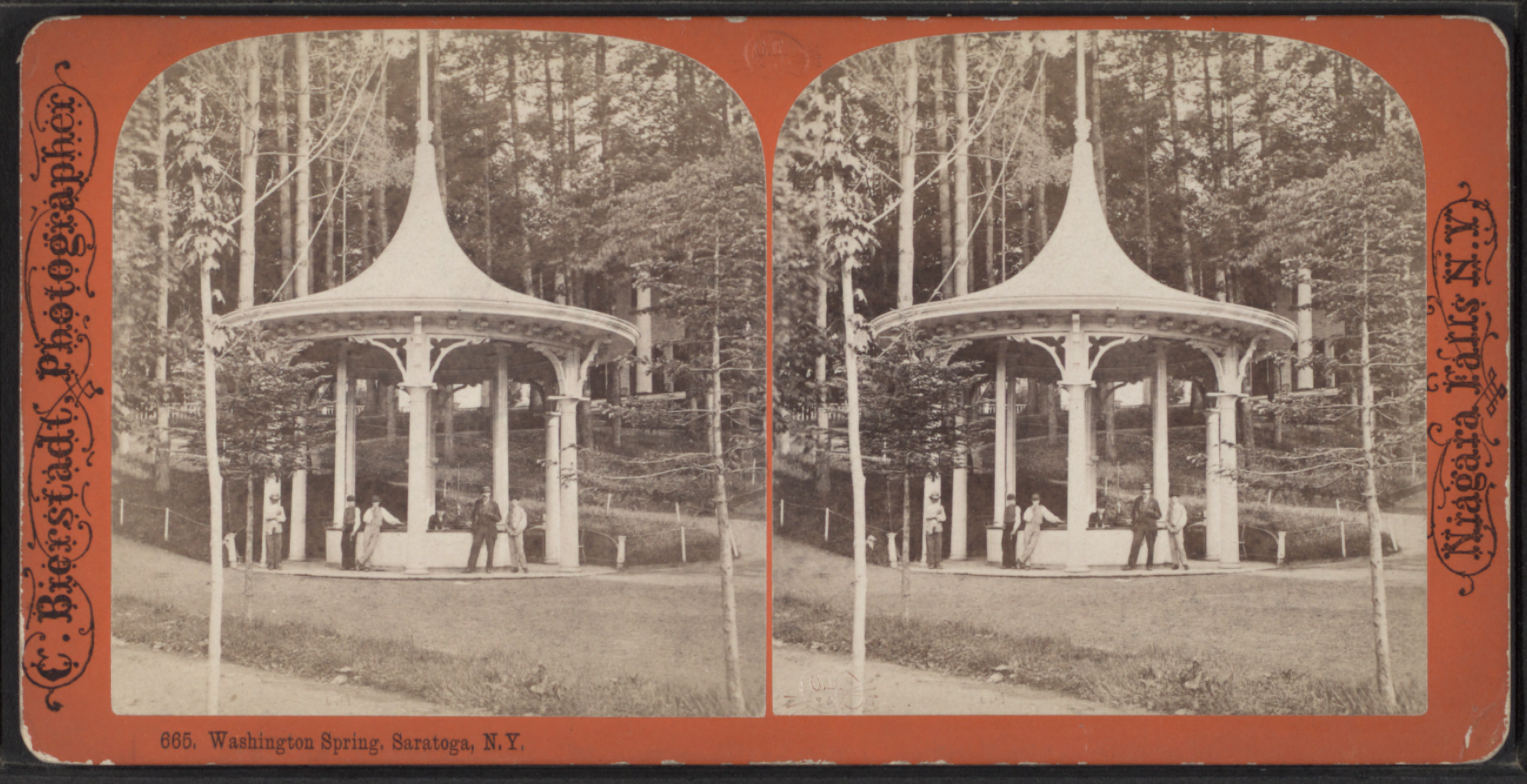
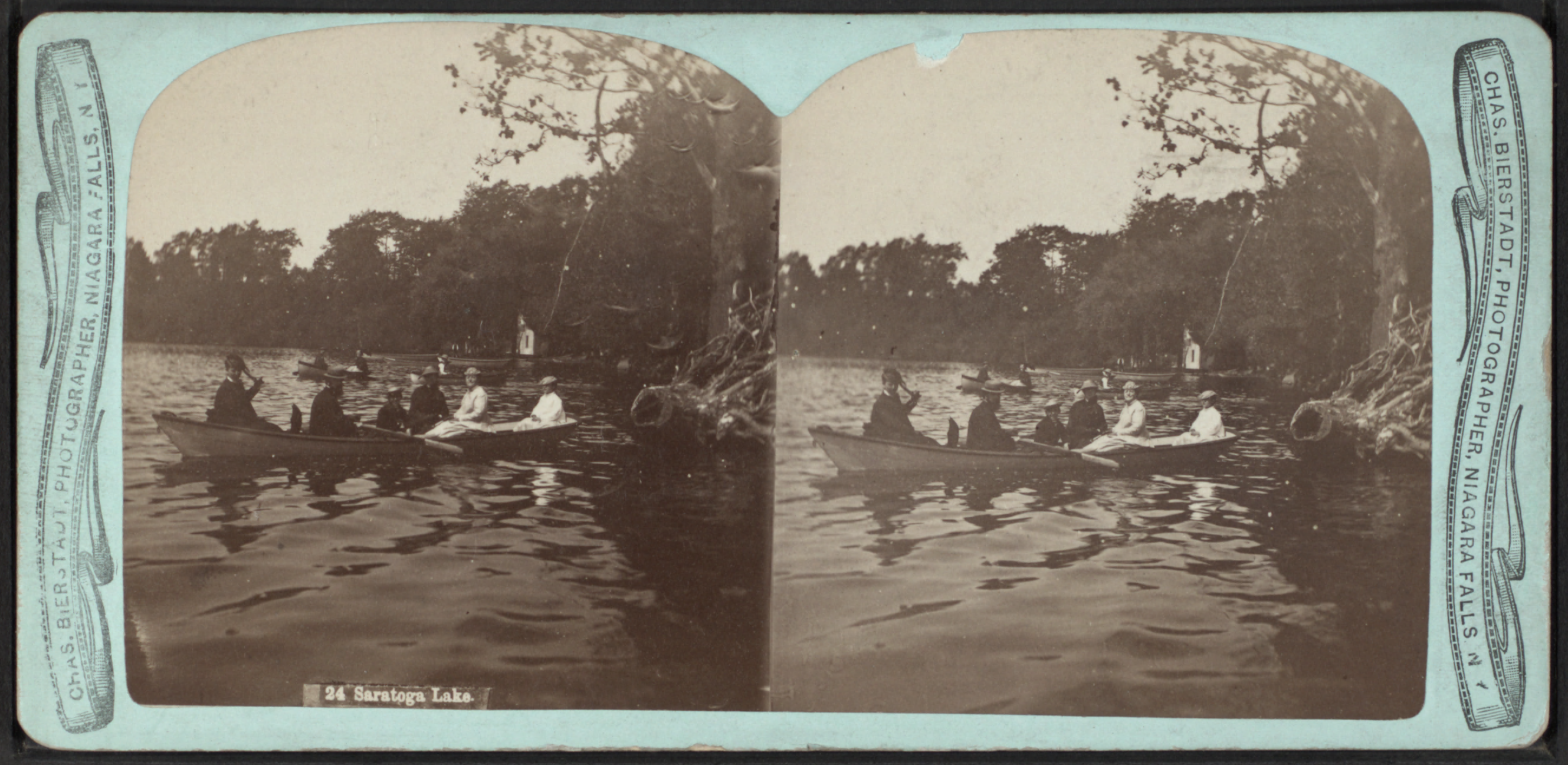
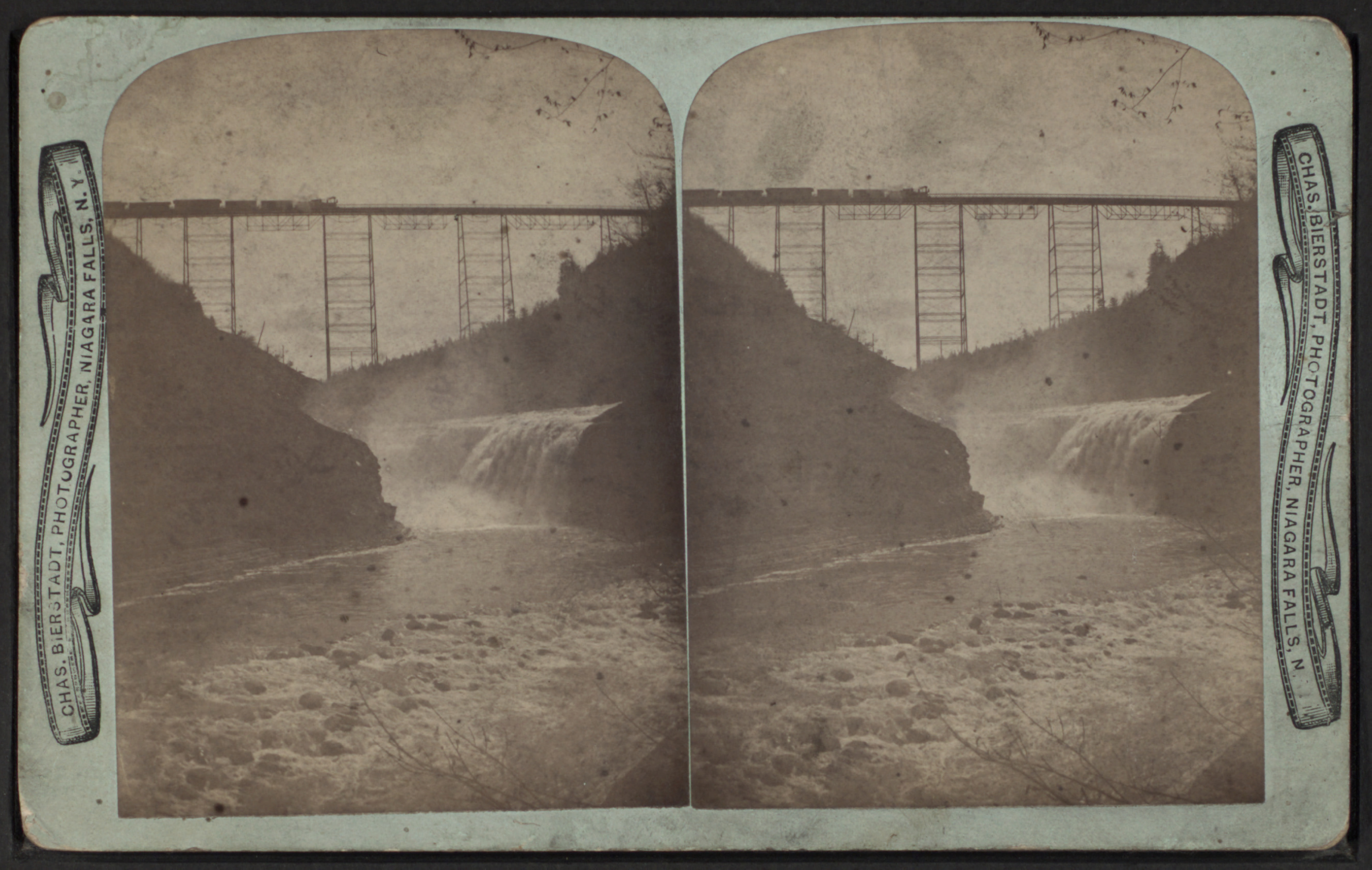
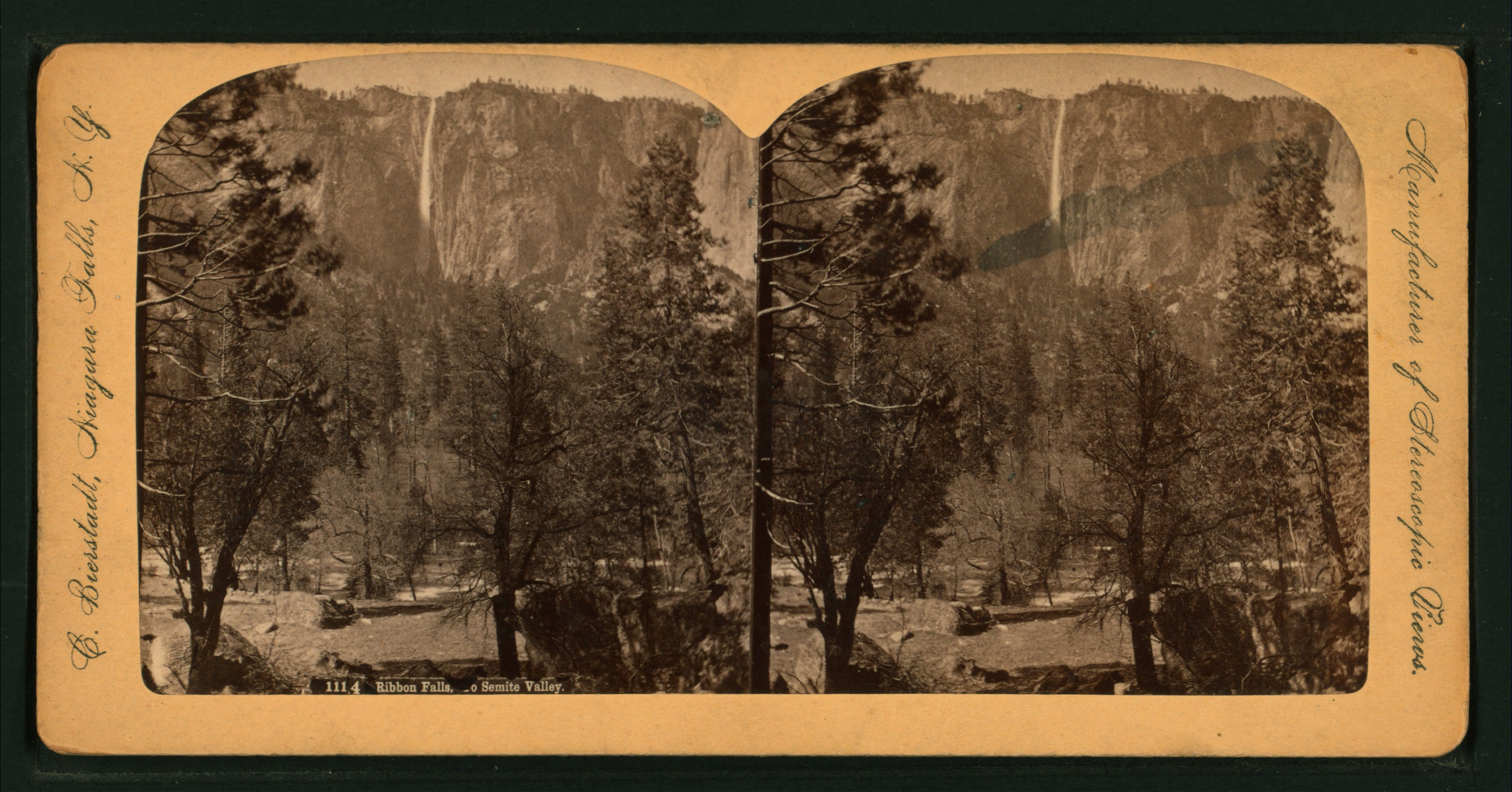
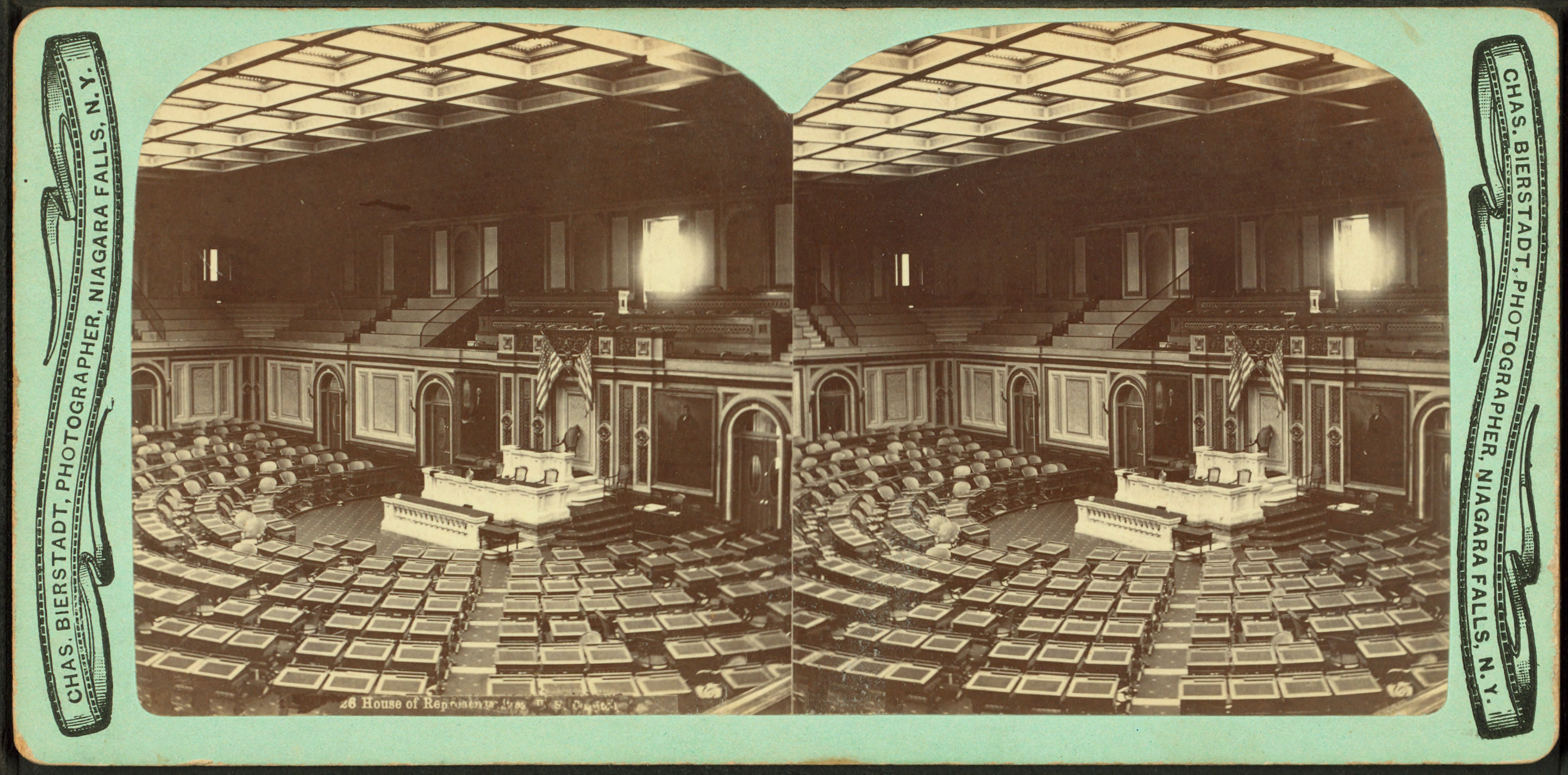
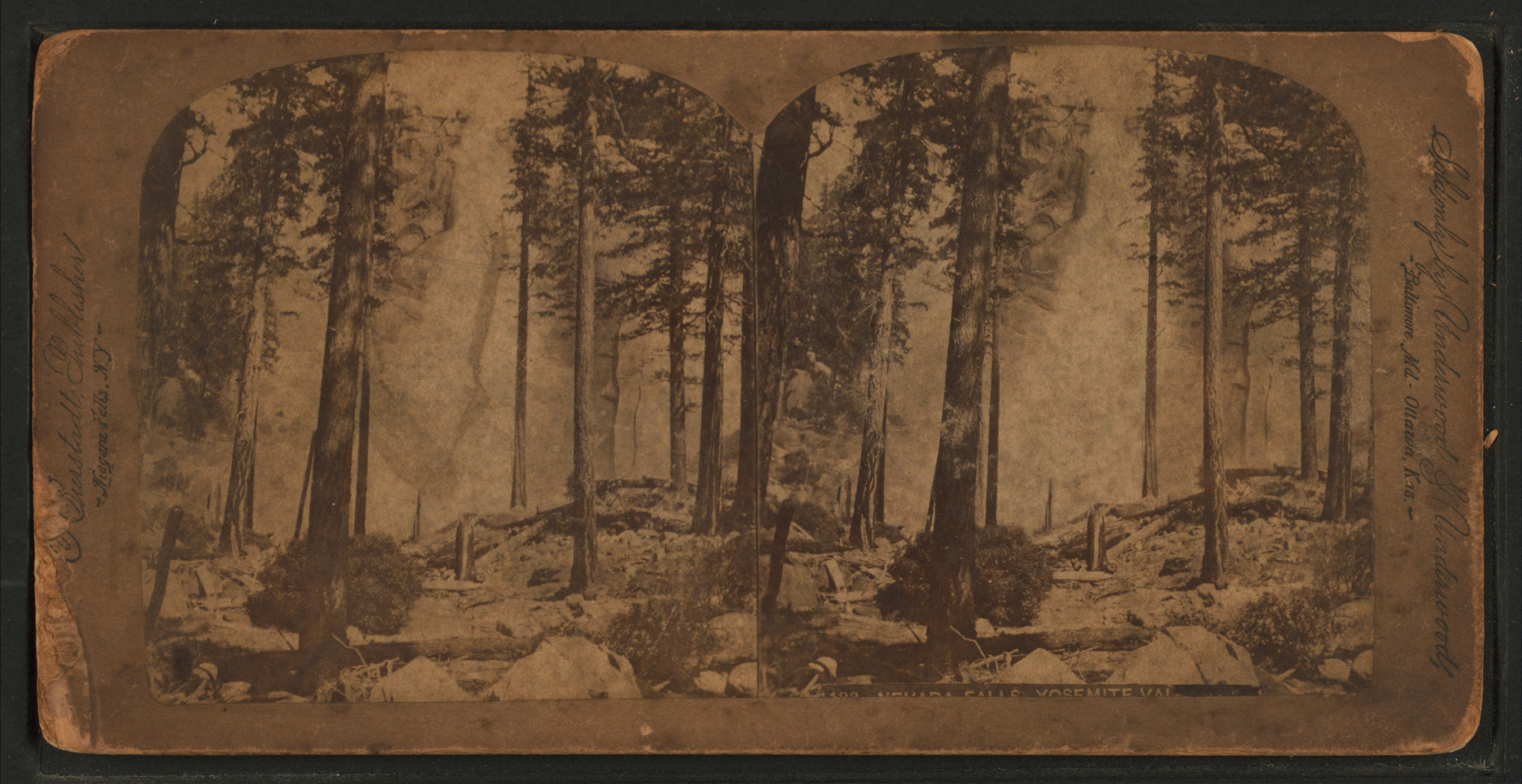
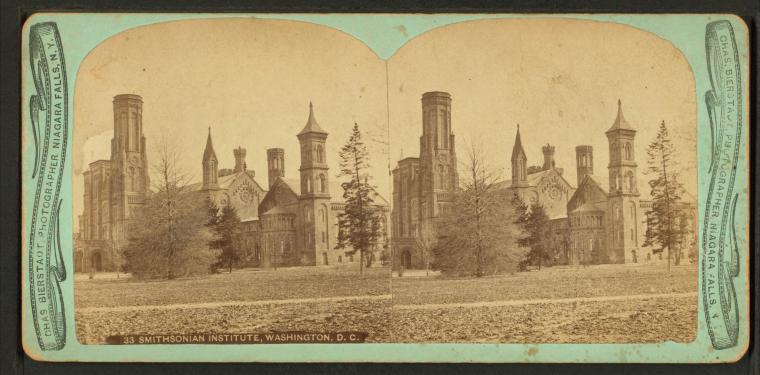
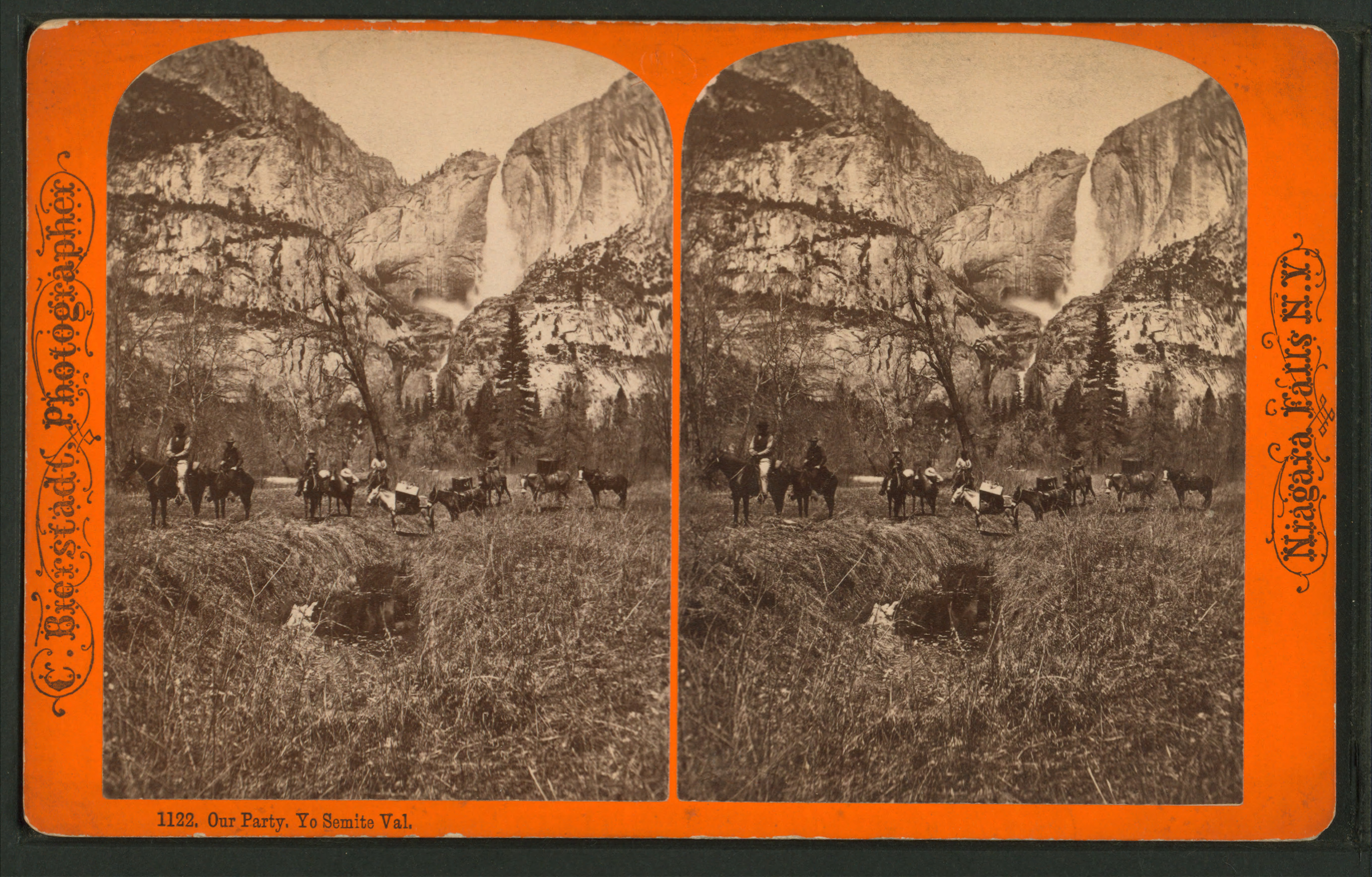
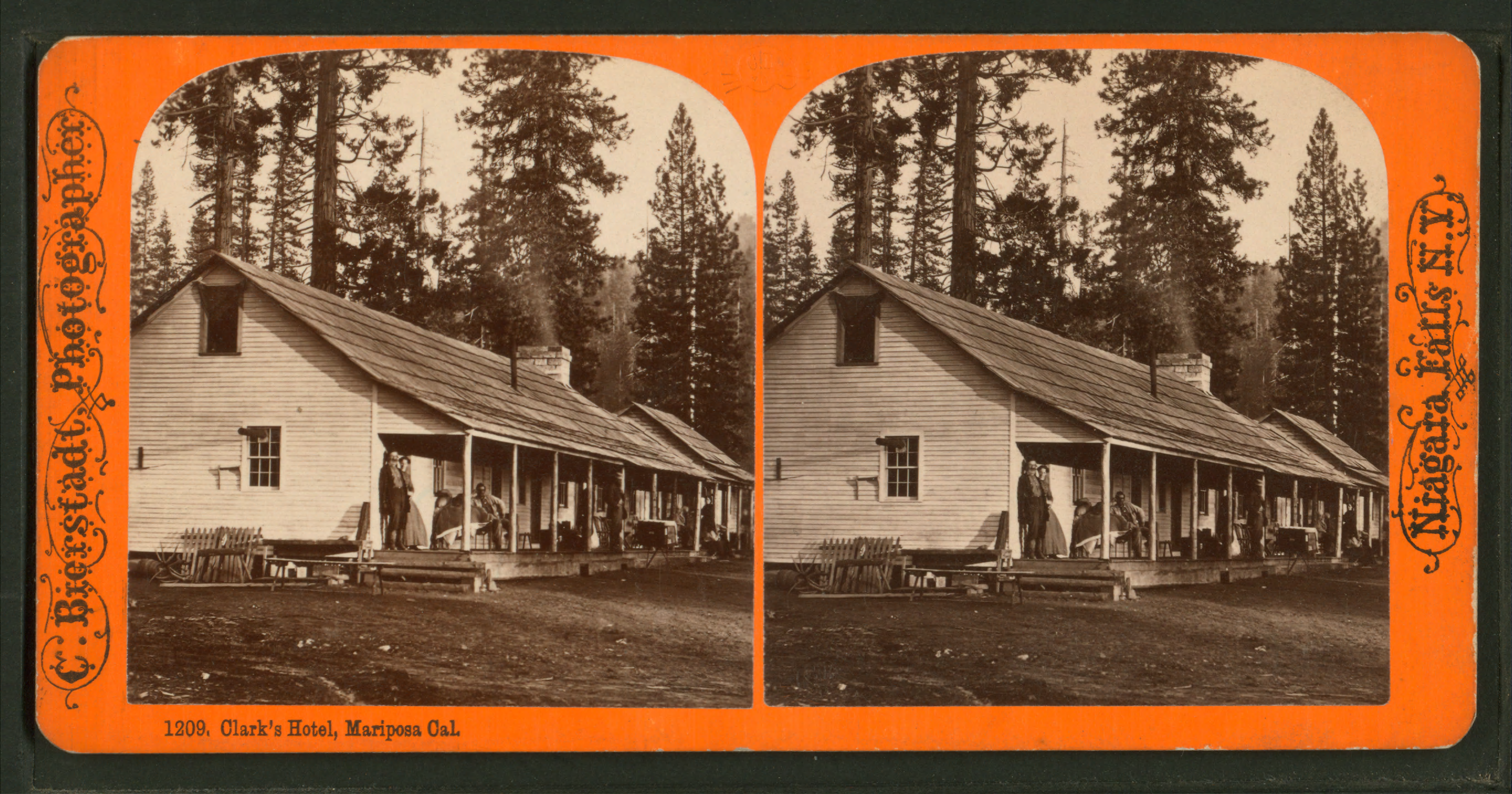
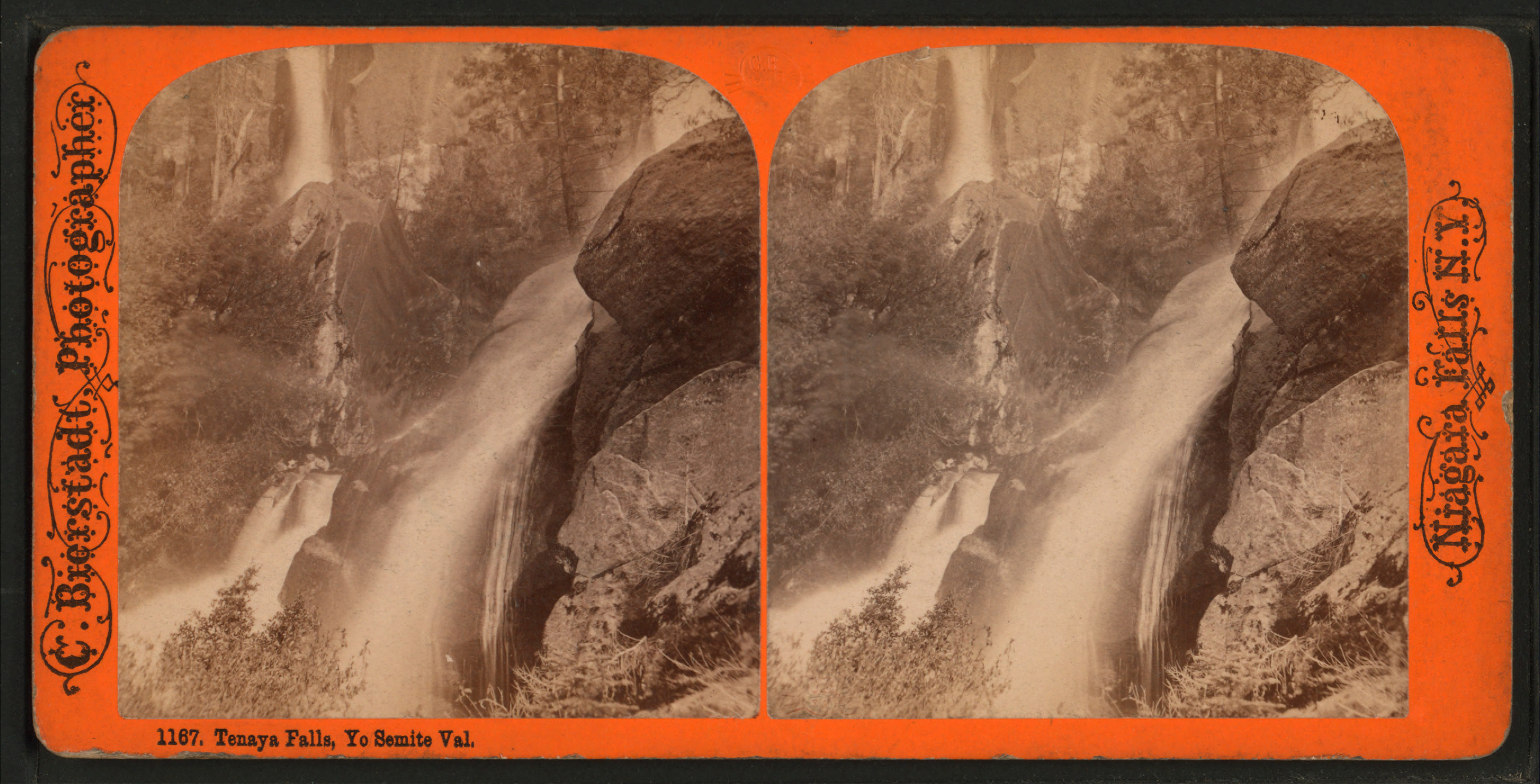
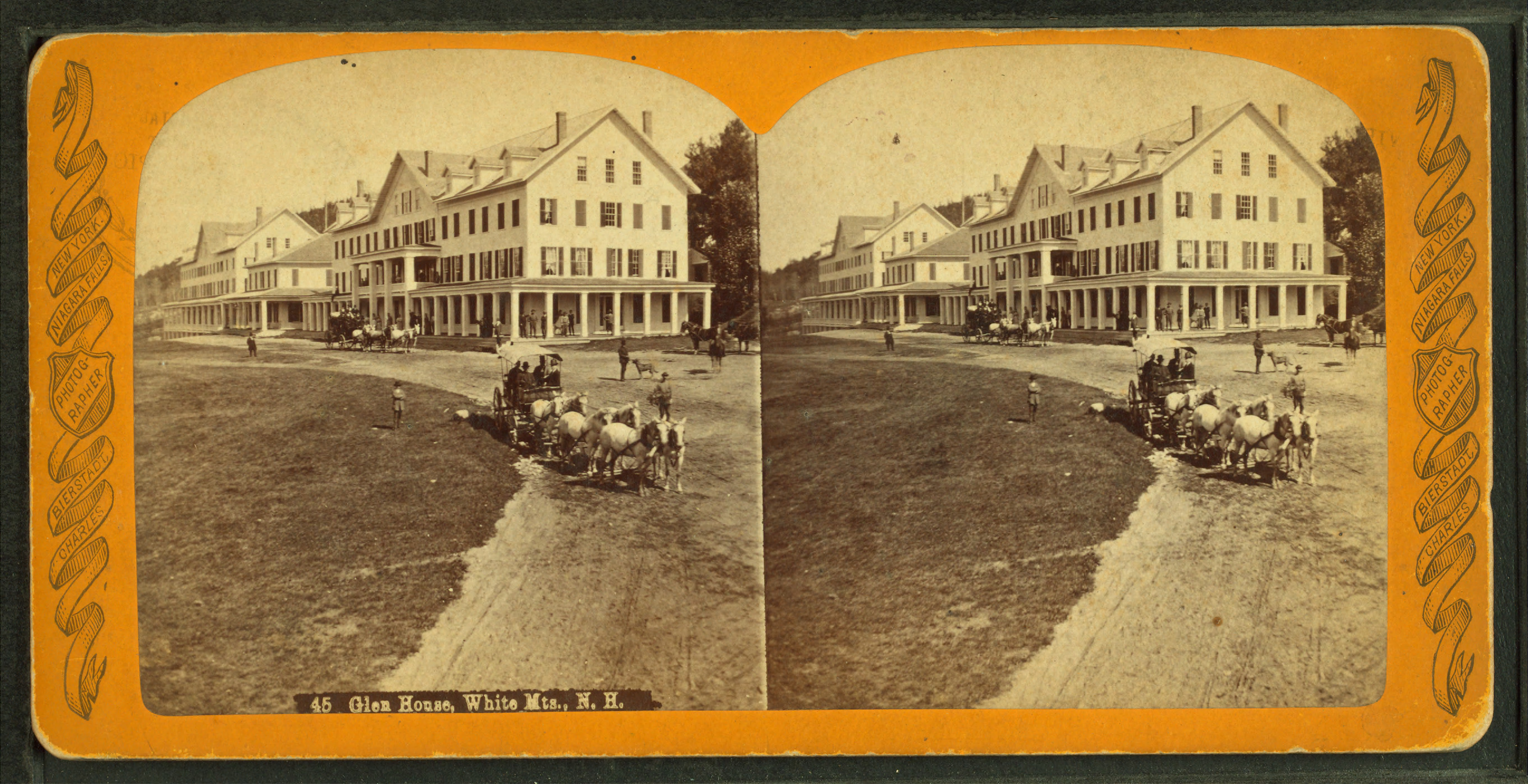
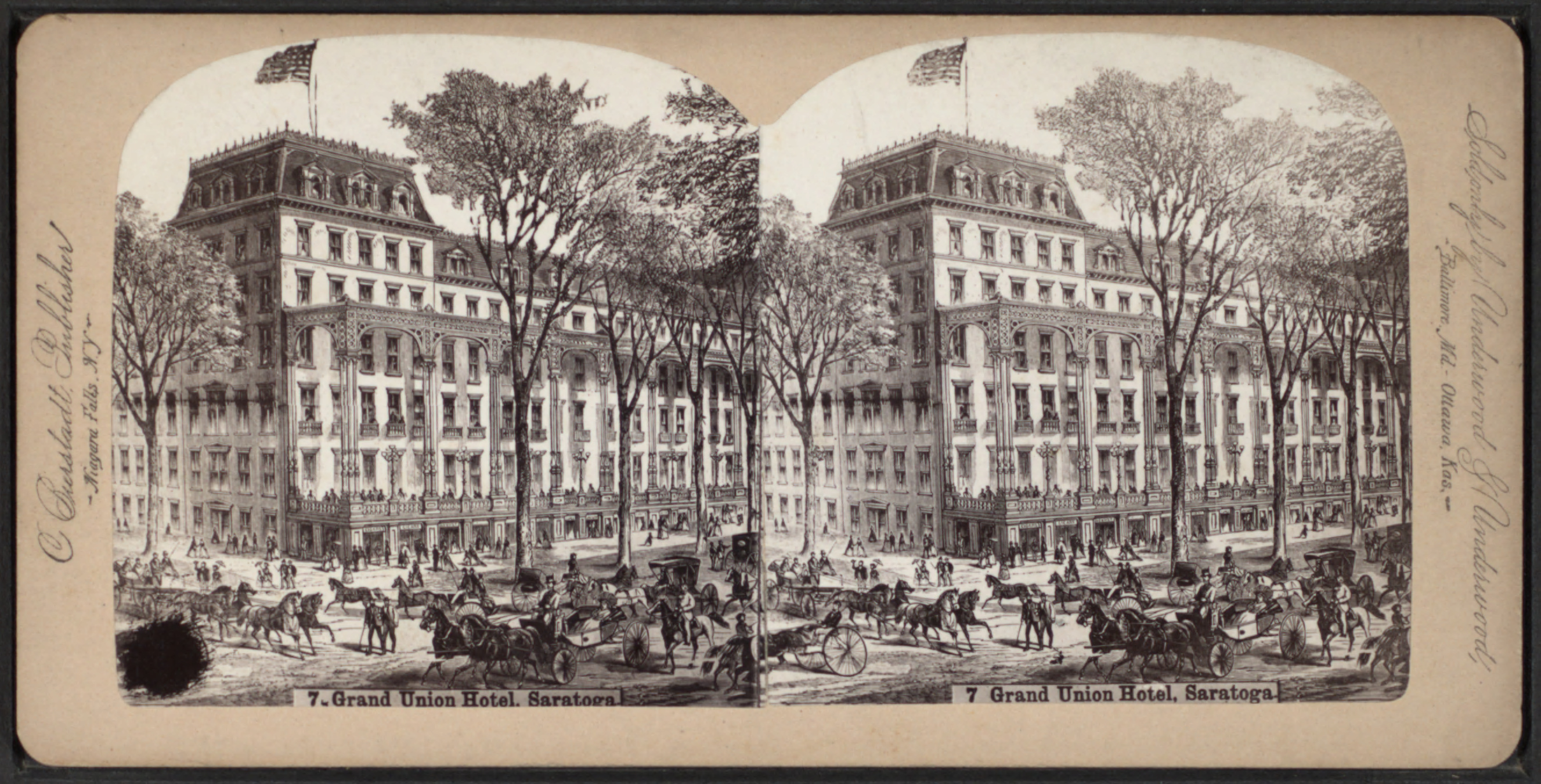
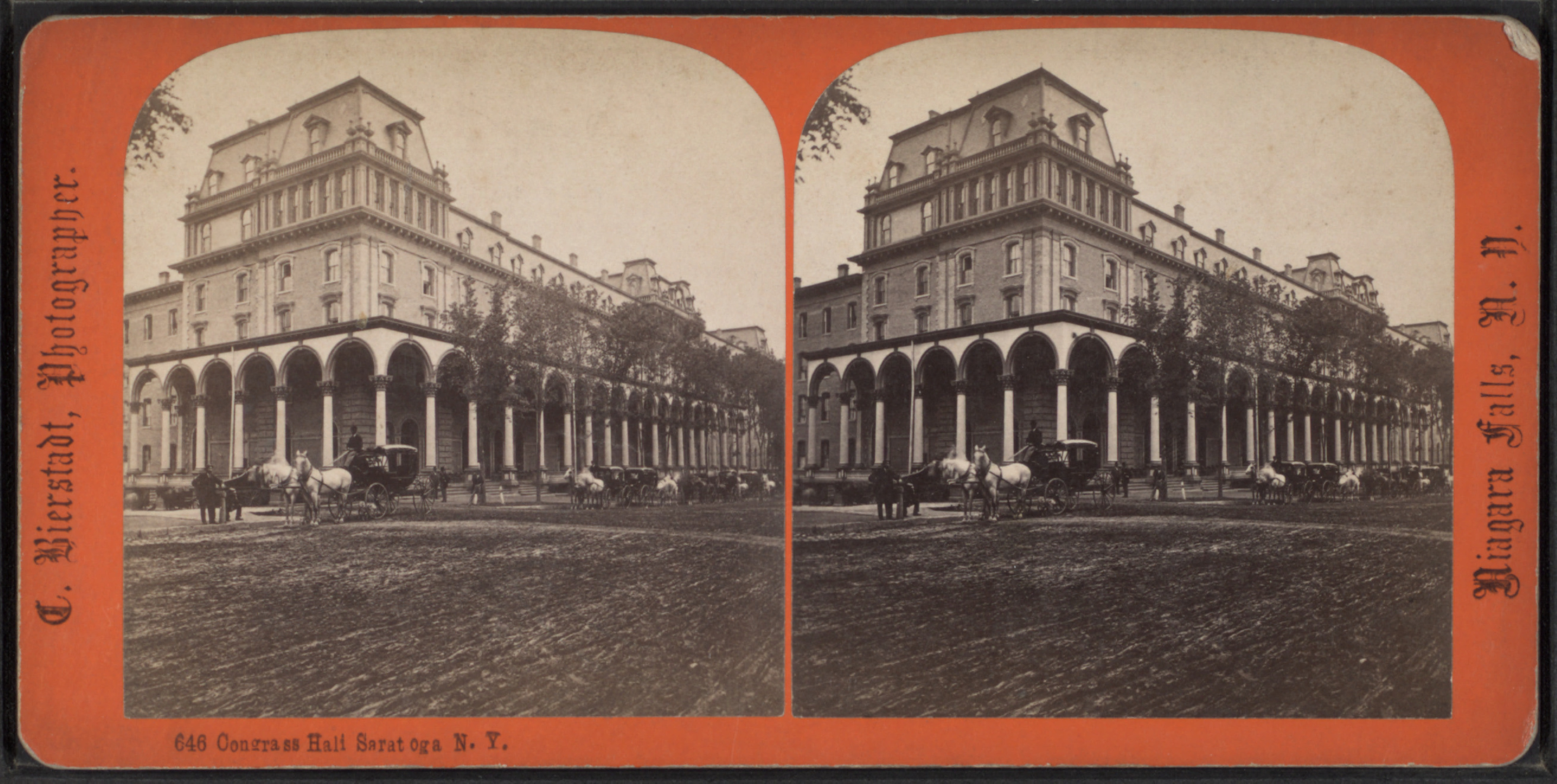
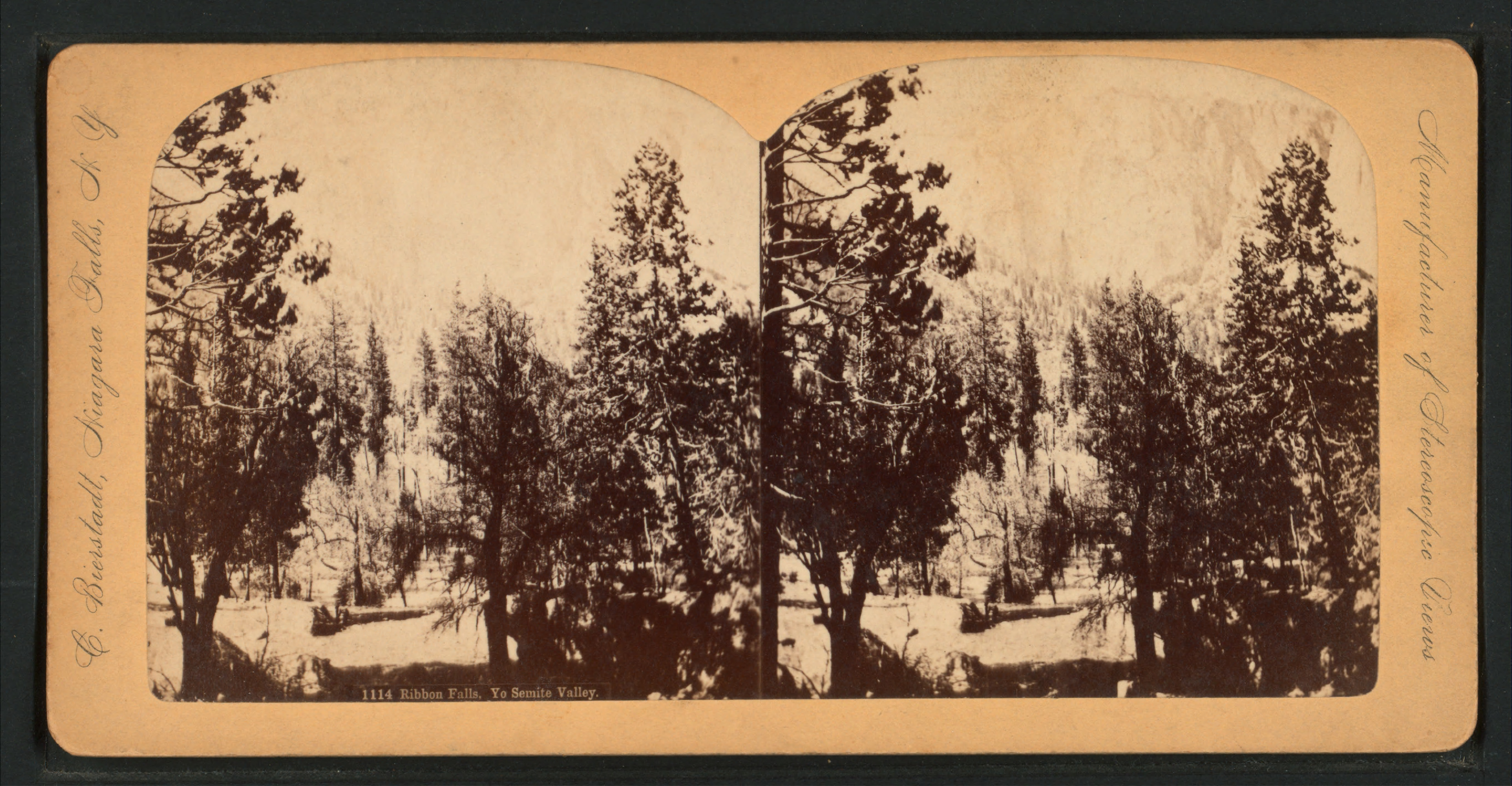
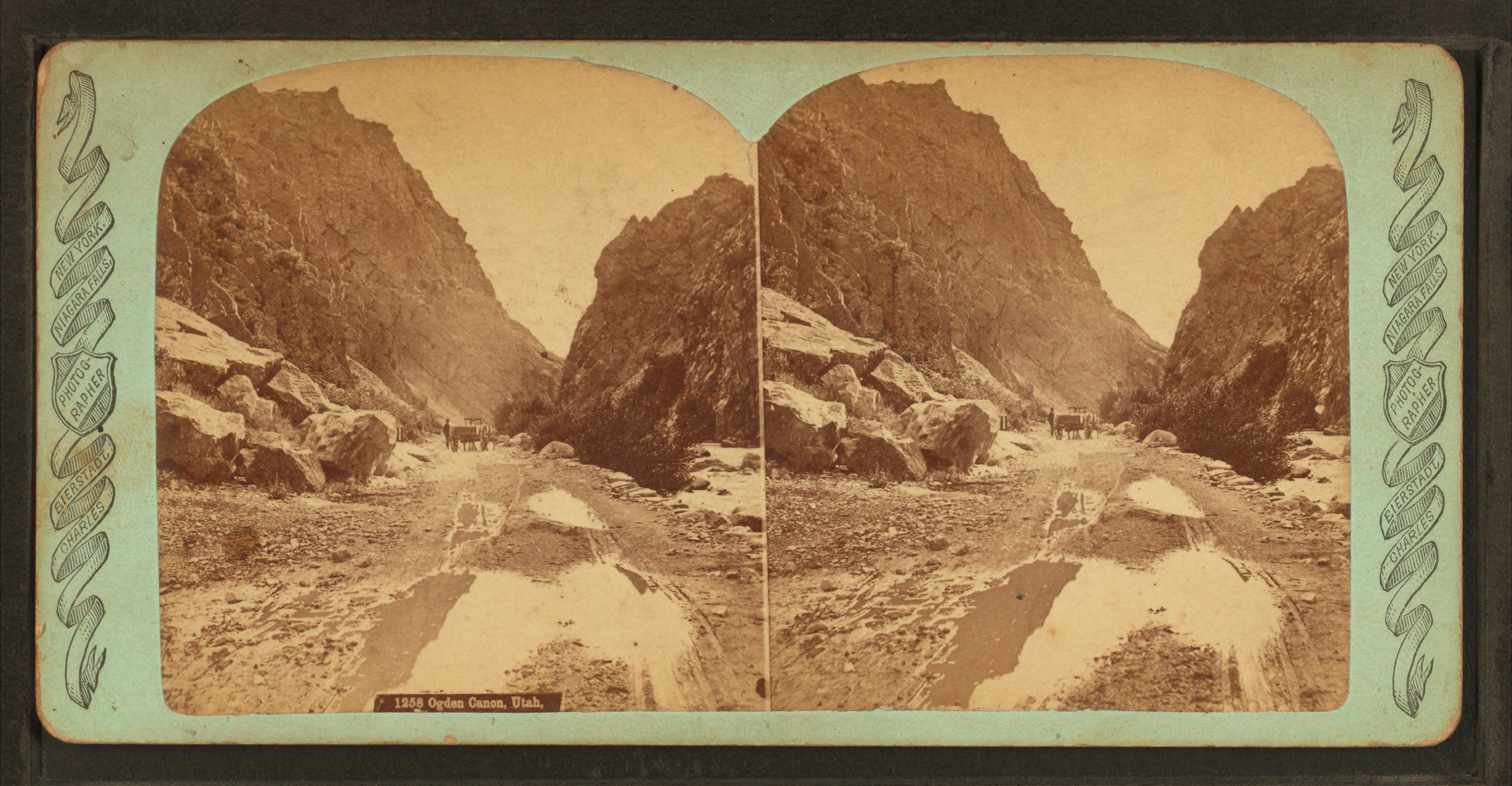
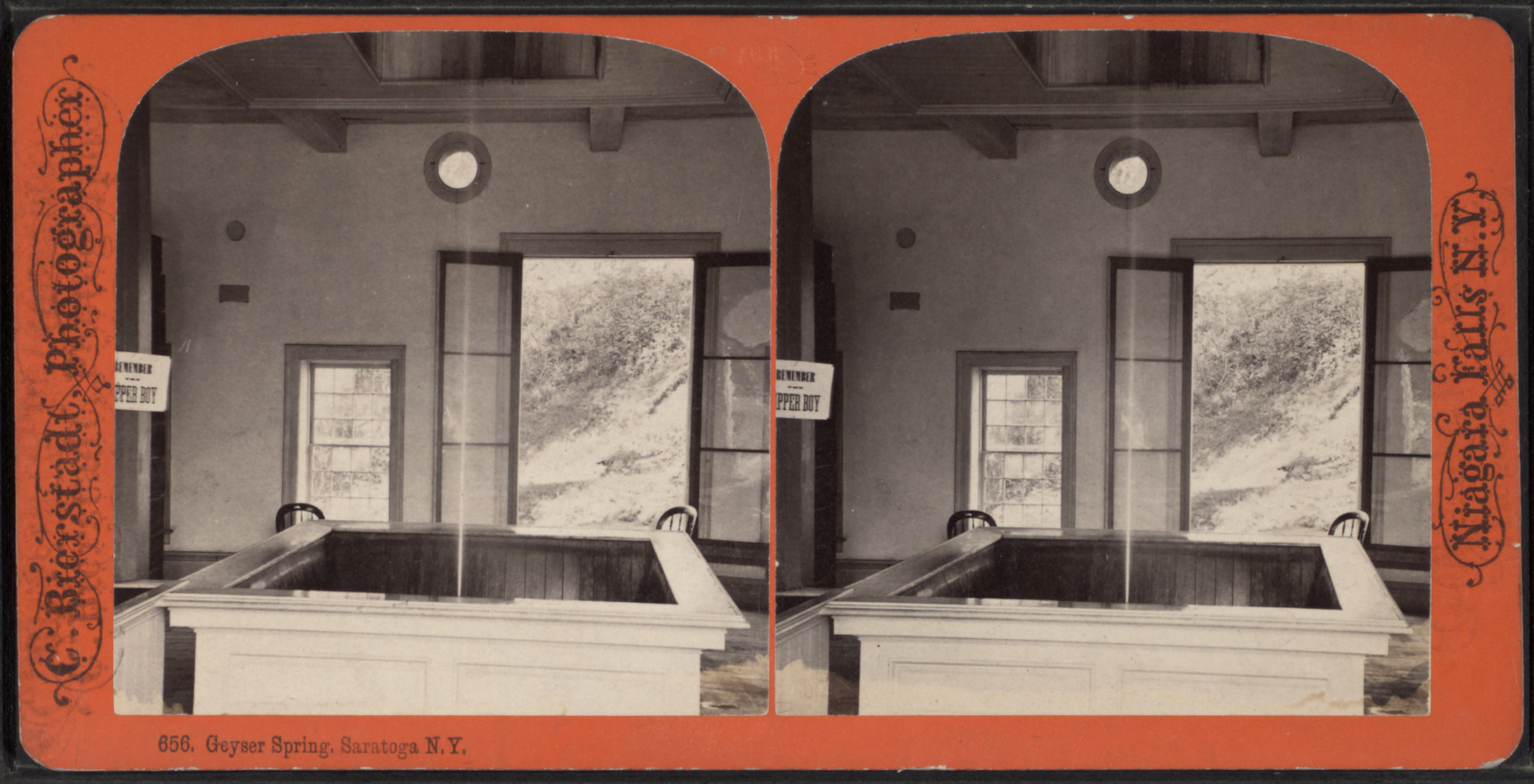
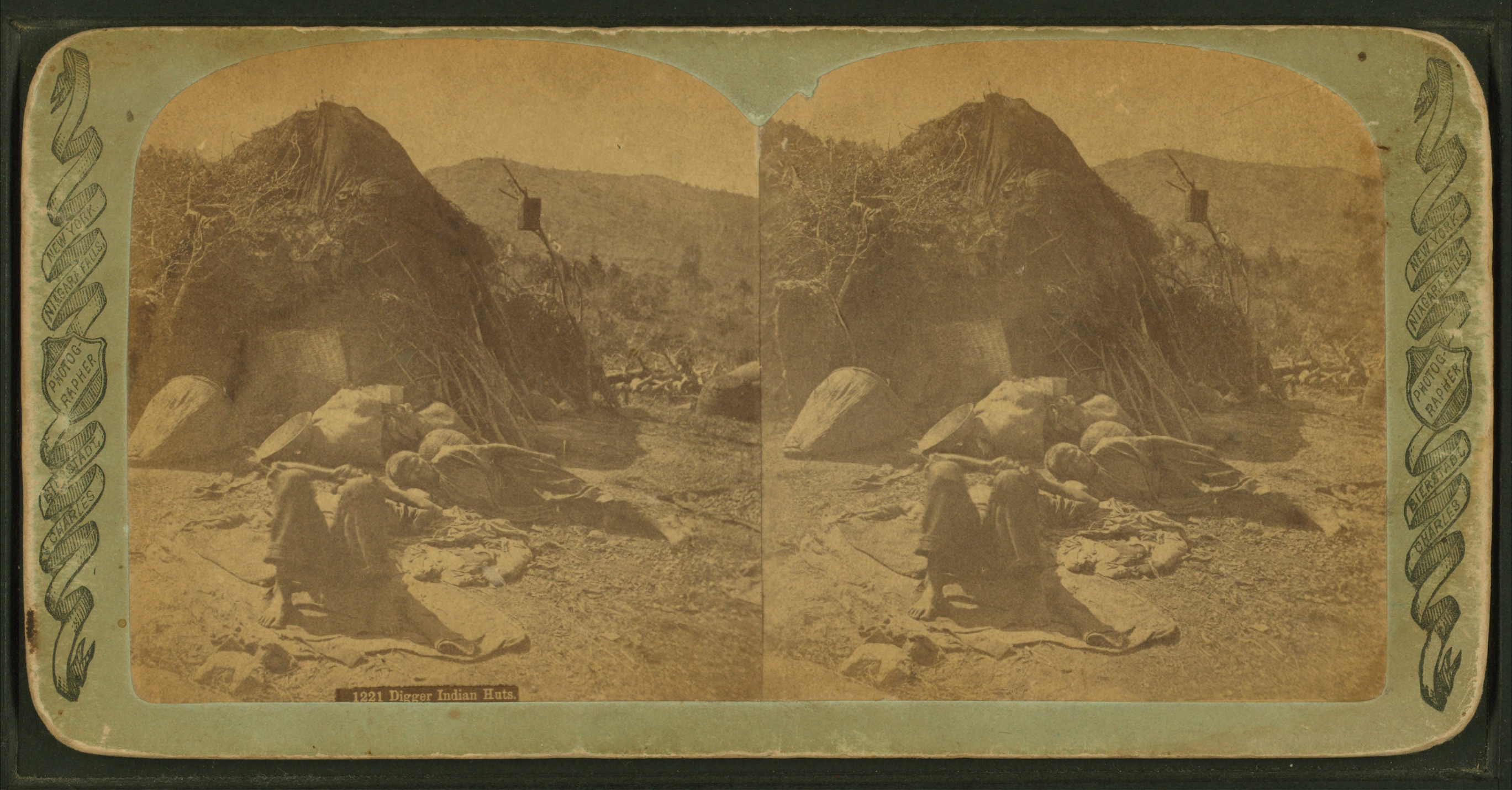
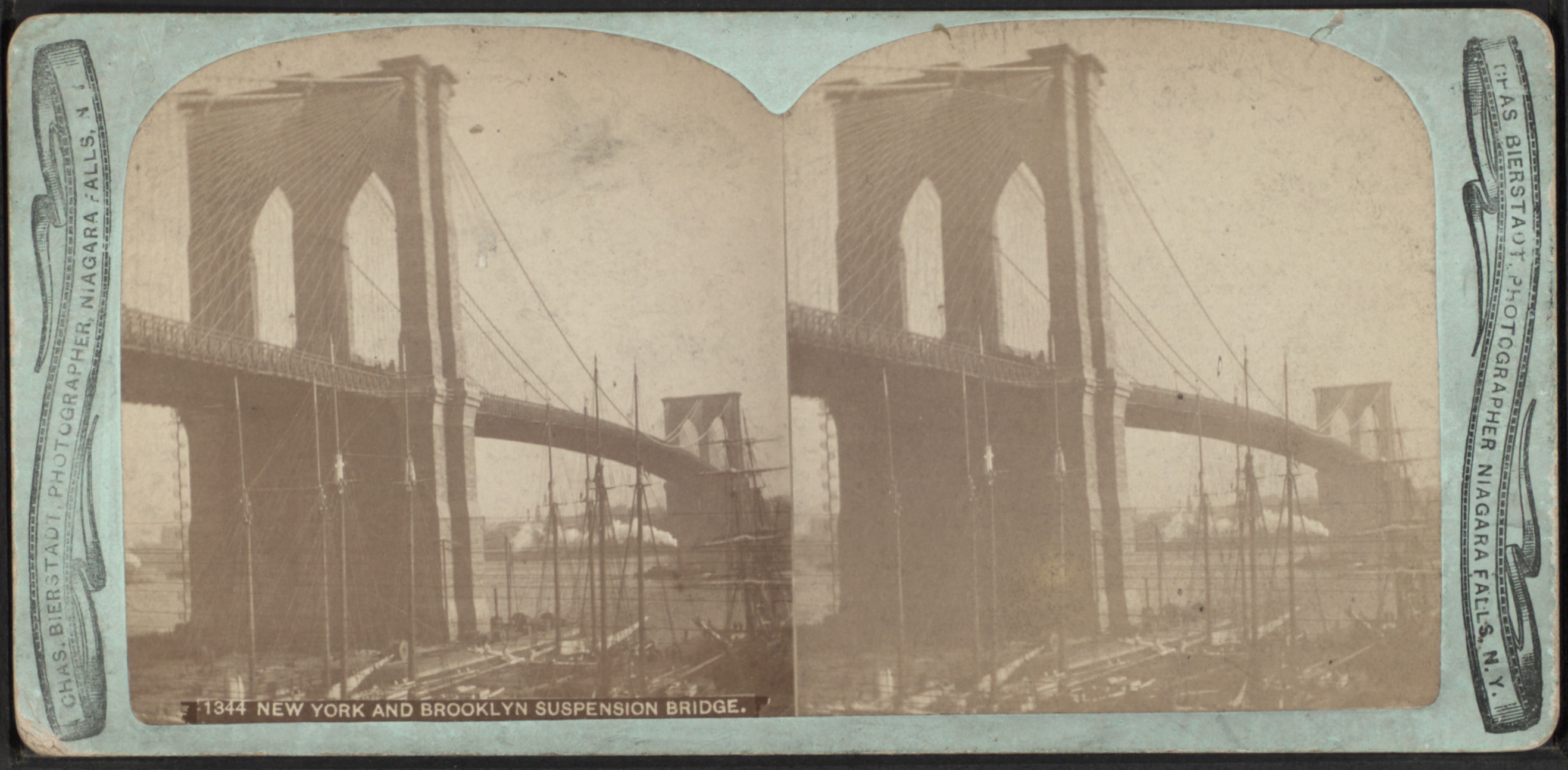
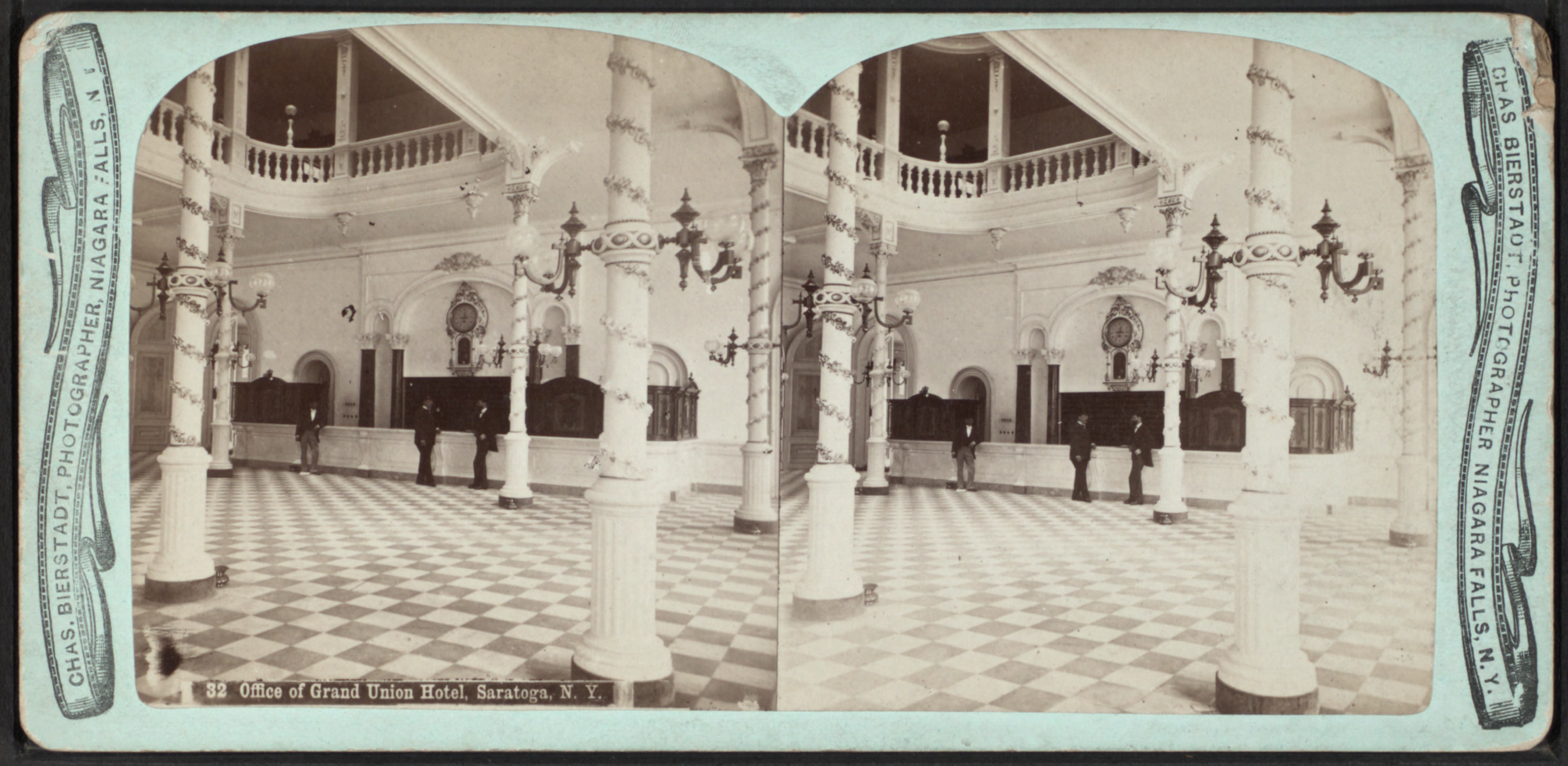
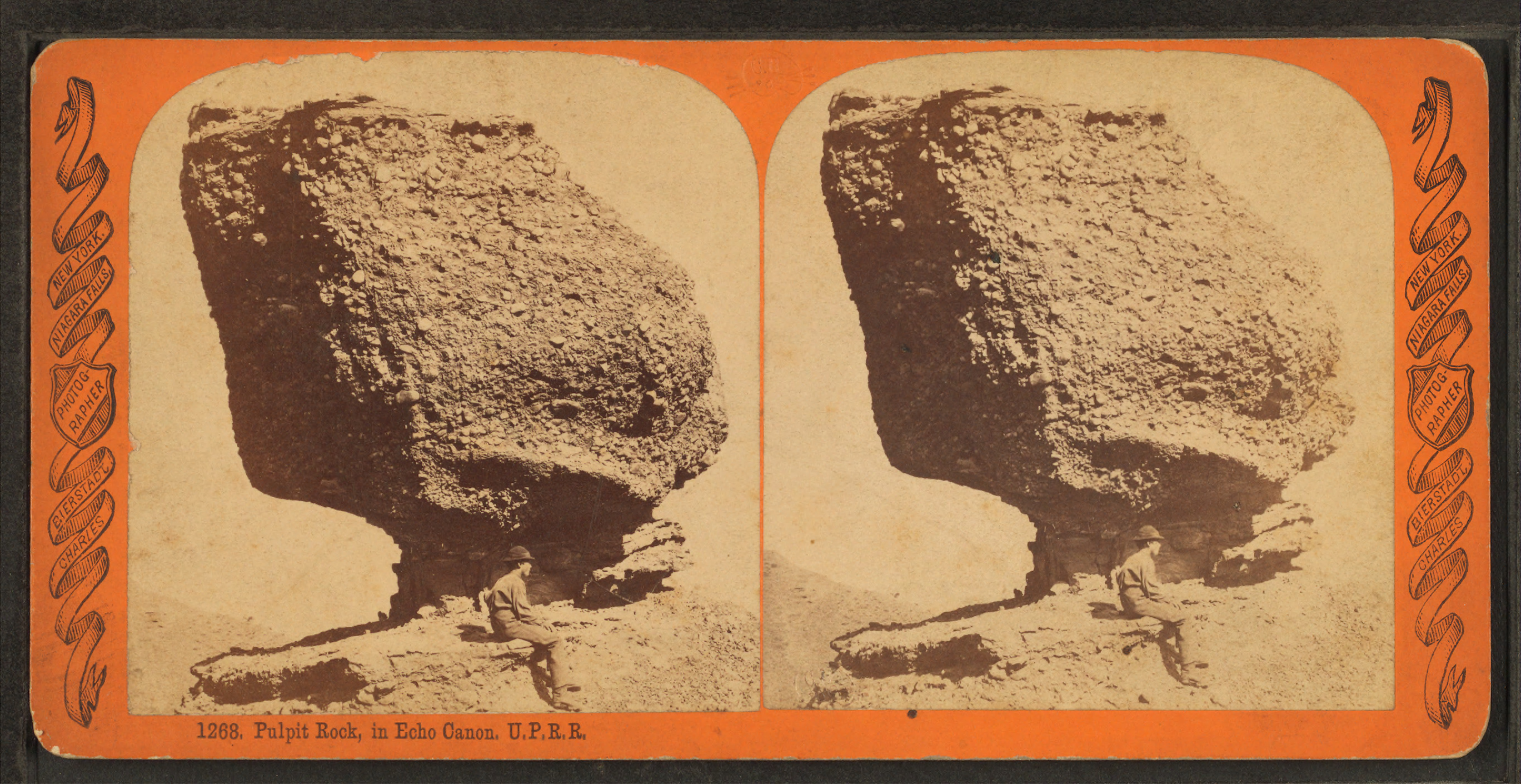
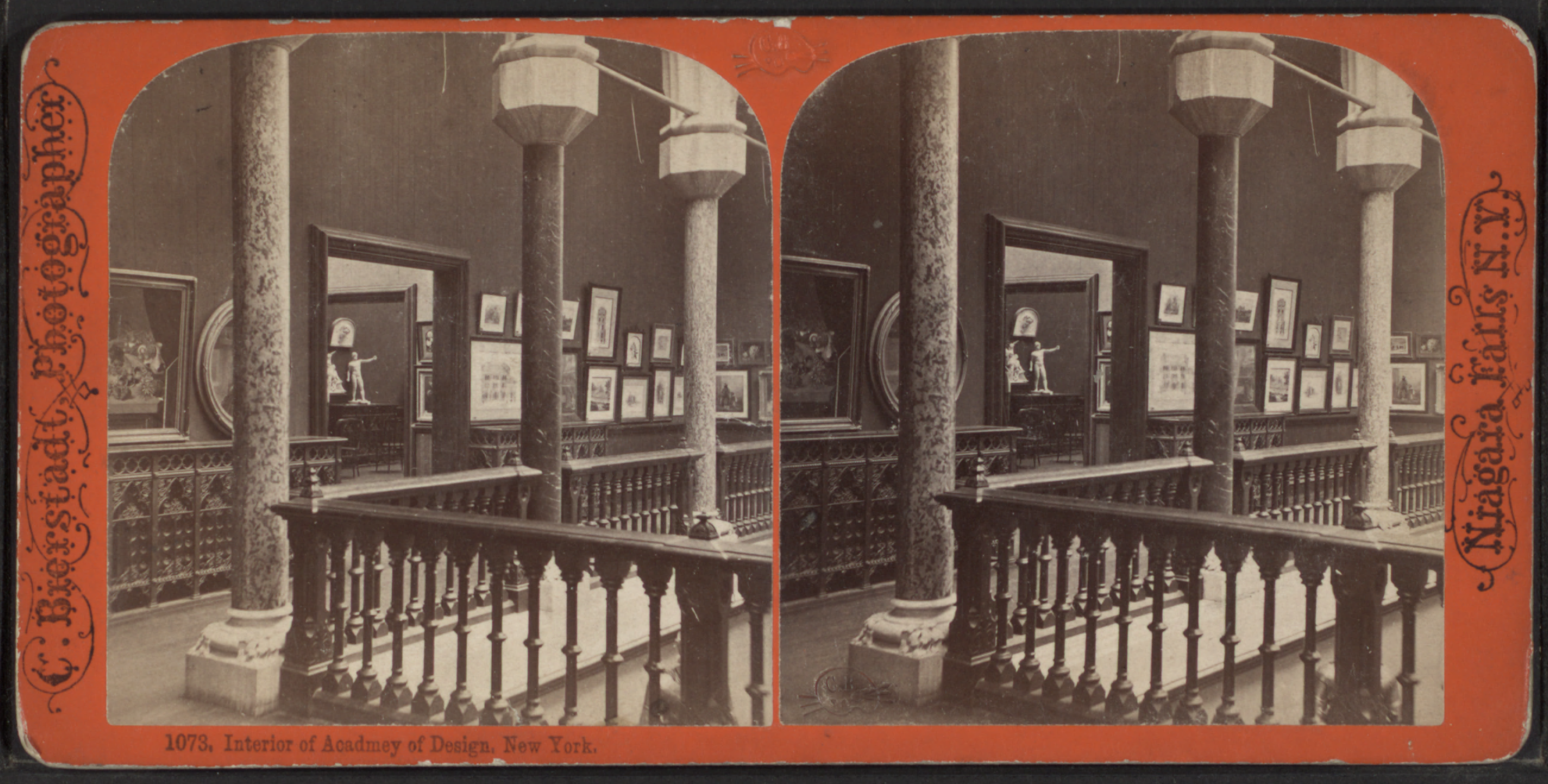
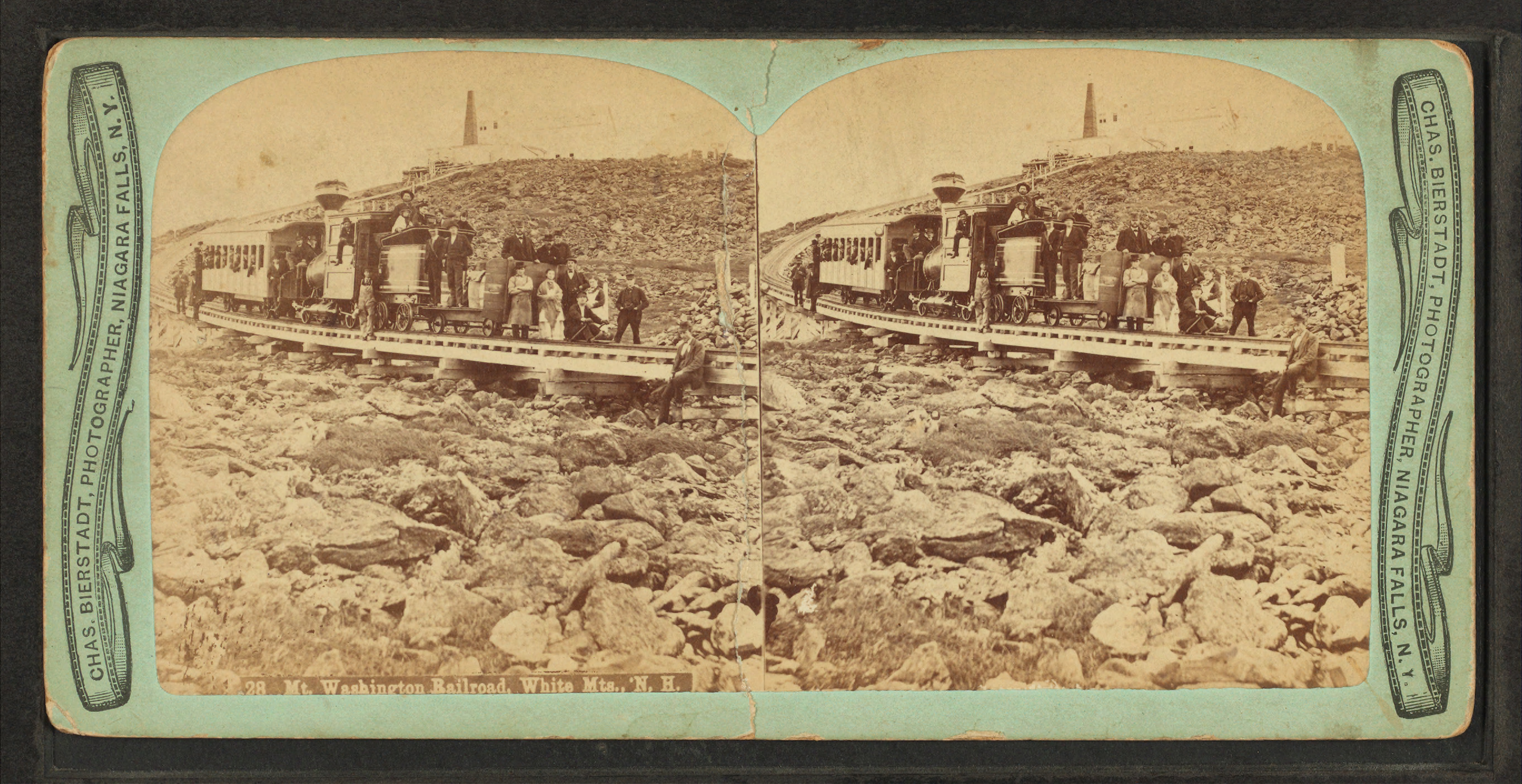
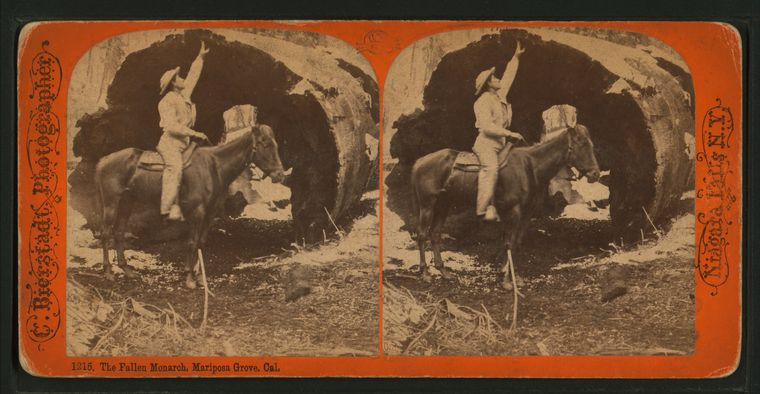